# الحركة الوطنية الأرجنتينية

علم ناسيونالستاس. تمثل الألوان الوطنية للأرجنتين بينما يمثل الصليب المسيحية.

كانت ناسيونالزمو حركة قومية أرجنتينية يمينية متطرفة، نشأت في حوالي عام 1910 عن الموقف «التقليدي»، الذي كان يعتمد على الحنين إلى العلاقات الاقتصادية الإقطاعية ونظام اجتماعي «عضوي» أكثر. أصبحت قوة مهمة في السياسة الأرجنتينية التي بدأت في الثلاثينيات. تركز الحركة عادة على دعم النظام، والتسلسل الهرمي، والنزعة، والكاثوليكية المسلحة، جنبًا إلى جنب مع كراهية الليبرالية واليسارية والماسونية والنسوية واليهودية والأجانب. استنكرت الليبرالية والديمقراطية كمقدمة للشيوعية. كما تبنت الحركة عدم التطرف، وأعلنت عن نوايا ضم أوروغواي وباراغواي وشيلي وبعض الأجزاء الجنوبية والشرقية من بوليفيا.
تأثرت Nacionalismo بشدة بالدينية الموريسية ورجال الدين الإسبان وكذلك بالفاشية الإيطالية والنازية. بعد الانقلاب الأرجنتيني عام 1930، أيدت الحركة بحزم ترسيخ دولة الشركات الاستبدادية بقيادة زعيم عسكري. غالبًا ما رفضت الحركة المشاركة في الانتخابات بسبب معارضتهم للانتخابات باعتبارها مشتقة من الليبرالية. وكان مؤيدوها من الكتاب والصحفيين وعدد قليل من السياسيين وغيرهم من الضباط العسكريين المبتدئين. هذا الأخير دعم القوميين إلى حد كبير لأنه رأوا في الجيش المنقذ السياسي المحتمل الوحيد للبلاد.